# Милі мертві дівчатка
«Ми́лі ме́ртві дівча́тка» (хорв. Fine mrtve djevojke) — хорватський фільм 2002 року. Є одним з небагатьох хорватських фільмів, широко відомих закордоном.

## Сюжет
Дві дівчини, Іва (Ольга Пакаловіч) і Марія (Ніна Віоліч), орендують квартиру в Загребі. Відносини з господарями квартири, Ольгою, її чоловіком Блажен, і дорослим сином Даніелем, який постійно і безуспішно намагається доглядати за Івою, не склалися. Сім'я Ольги і Блажена живе поверхом нижче дівчат, і коли вони дізнаються, що Іва і Марія — лесбійки, сварки з ними поступово переходять в цькування, що має сумні наслідки.

## Нагороди та номінації
- Geneva Cinéma Tout Ecran (2003) — перемога в номінації Young Jury Award
- Pula Film Festival (2002) — перемога в номінаціях: «Приз глядацьких симпатій», «Велика золота арена», «Золота арена»
- Sochi International Film Festival (2003) — перемога в номінації «Спеціальний приз журі»; номінація на нагороду «Золота троянда».